# Aguacate (Yabucoa)
Aguacate es un barrio ubicado en el municipio de Yabucoa en el estado libre asociado de Puerto Rico. En el Censo de 2010 tenía una población de 2828 habitantes y una densidad poblacional de 201,83 personas por km².

## Geografía
Aguacate se encuentra ubicado en las coordenadas 18°5′29″N 65°51′30″O / 18.09139, -65.85833. Según la Oficina del Censo de los Estados Unidos, Aguacate tiene una superficie total de 14.01 km², de la cual 14 km² corresponden a tierra firme y (0.06%) 0.01 km² es agua.

## Demografía
Según el censo de 2010, había 2828 personas residiendo en Aguacate. La densidad de población era de 201,83 hab./km². De los 2828 habitantes, Aguacate estaba compuesto por el 65.56% blancos, el 15.95% eran afroamericanos, el 0.35% eran amerindios, el 0.5% eran asiáticos, el 10.04% eran de otras razas y el 7.6% pertenecían a dos o más razas. Del total de la población el 99.22% eran hispanos o latinos de cualquier raza.